# Kungälvs IK
Le Kungälvs IK est un club de hockey sur glace de Kungälv en Suède. Il évolue en Division 1, troisième échelon suédois.

## Historique
Le club a été créé en 1952.

## Palmarès
- Aucun titre.